# Maxime Sainte
Maxime Joël Anne Marie Sainte, född 25 oktober 2001, är en svensk fotbollsspelare som spelar för Varbergs BoIS.
Saintes far är fransk och kommer från Martinique och hans mor har algeriska rötter.

## Karriär
Sainte spelade som ung fotboll i IFK Stocksund och därefter FC Djursholm. 2019 gick han till AIK för spel i klubbens U19-lag. Sainte fick speltid med A-laget i träningsmatcher under försäsongen 2020 samt var med på avbytarbänken i en Svenska cupen-match mot Kalmar FF.
I juni 2020 värvades Sainte av Oskarshamns AIK. Han gjorde tre mål på 26 matcher för klubben i Ettan Södra 2020. Inför säsongen 2021 gick han till Hammarby TFF. Under säsongerna 2021 och 2022 spelade Sainte totalt 41 matcher och gjorde fyra mål för klubben i Ettan Norra.
I januari 2023 värvades Sainte av Varbergs BoIS, där han skrev på ett fyraårskontrakt. Sainte tävlingsdebuterade den 18 februari 2023 i en 1–0-seger över Östersunds FK i gruppspelet i Svenska cupen. Han gjorde allsvensk debut den 17 april 2023 i en 1–1-match mot IK Sirius med ett inhopp under tilläggstiden mot Eliton Júnior.